# Erik Larsson
Erik Larsson (14 mai 1888 - 23 août 1934) fut un ancien tireur à la corde suédois. Il a participé aux Jeux olympiques de 1912 avec l'équipe de la Police de Stockholm de tir à la corde et remporta la médaille d'or.